# Ретроградное движение

Ретроградная орбита: красный спутник вращается по часовой стрелке вокруг сине-чёрной планеты, которая, в свою очередь, вращается против часовой стрелки.

Ретроградное движение —  движение в направлении, противоположном направлению прямого движения. Этот термин может относиться к направлению вращения одного тела вокруг другого по орбите или к вращению тела вокруг своей оси, а также к другим орбитальным параметрам, таким как прецессия и нутация. Для планетных систем ретроградное движение обычно означает движение, которое противоположно вращению главного тела, то есть объекту, который является центром системы.

## Формирование системы небесных тел
Когда формируются галактики и планетные системы, образующий их материал принимает форму диска. Большая часть вещества обращается вокруг общего центра в одном направлении. Это объясняется характером коллапса газового облака, при котором имеет место сохранение углового момента. В 2010 году были открыты несколько горячих юпитеров с обратным обращением, что поставило под вопрос нынешние теории формирования планетных систем.

## Наклонение орбиты
Наклонение орбиты небесного тела прямо указывает, является ли орбита объекта прямой или ретроградной. Наклонение — это угол между плоскостью орбиты и другой системой отсчета, такой, например, как экваториальная плоскость первичного объекта. В Солнечной системе наклон планеты часто измеряется от плоскости эклиптики, которая является сечением небесной сферы плоскостью орбиты Земли вокруг Солнца. Наклонение лун отсчитывается от экватора планеты, вокруг которой они вращаются. Объекты с наклонением от 0° до 90° считаются вращающимися в прямом направлении. Объект с наклонением 90°, то есть точно перпендикулярно орбите, не является ни прямым, ни ретроградным. Объект с наклоном от 90° до 180° считается вращающимся по ретроградной орбите.

## Наклон оси
Наклон оси небесных тел указывает, является ли вращение объекта прямым или ретроградным. Наклон оси — это угол между осью вращения небесного тела и линией, перпендикулярной к его орбитальной плоскости, проходящей через центр объекта. Небесное тело с углом наклона от −90° до 90° вращается в прямом направлении. Небесное тело с углом наклона ровно в 90° «лежит на боку» и вращается в направлении, которое не является ни прямым, ни ретроградным. Небесное тело с углом наклона от 90° до 270° имеет обратное вращение относительно направления орбитального вращения.

## Земля и планеты
Все восемь планет в Солнечной системе обращаются по орбитам вокруг Солнца в том же направлении, в каком вращается Солнце, то есть против часовой стрелки, если смотреть со стороны Северного полюса Земли. Шесть планет также вращаются вокруг своей оси в этом же направлении. Исключения — то есть планеты с ретроградным вращением — это Венера и Уран. Наклон оси вращения Венеры составляет 177°, что означает, что она вращается почти точно в направлении, противоположном её вращению по орбите. Наклон оси вращения Урана составляет 97°, что также указывает на ретроградное вращение, однако при этом Уран практически «лежит на боку».

## Спутникиикольцапланет

Вымышленная планетная система, в которой оранжевый спутник вращается по ретроградной орбите

Если спутник образуется в гравитационном поле планеты во время её формирования, то по орбите он будет обращаться в том же направлении, в котором вращается планета. Если объект формируется в другом месте, а затем захватывается планетой, его орбита будет прямой или ретроградной в зависимости от того, с какой стороны произошёл первый подход к планете, то есть по направлению вращения в сторону спутника или в сторону от него. Спутники планеты, обращающиеся по ретроградным орбитам, называются нерегулярными. Спутники планеты, обращающиеся по прямым орбитам, называются регулярными.
В Солнечной системе многие спутники астероидных размеров обращаются по ретроградным орбитам, тогда как все большие спутники, кроме Тритона (самый большой из спутников Нептуна), имеют прямые орбиты. Предполагается, что частицы в так называемом сатурновском кольце Фебы обращаются по ретроградной орбите, так как происходят от нерегулярного спутника — Фебы.
Внутри сферы Хилла область устойчивости для ретроградных орбит на большом расстоянии от первичного тела больше области устойчивости для прямых орбит. Этот факт мог бы объяснить преобладание ретроградных спутников вокруг Юпитера, однако Сатурн имеет более однородное распределение ретроградных и прямых спутников, так что причины этого явления сложнее.

## Астероиды, кометы и объекты пояса Койпера
Астероиды, как правило, имеют прямые орбиты. По состоянию на 1 мая 2009 года, астрономы определили лишь 20 астероидов с ретроградными орбитами (такие как (20461) Диоретса). Позже были открыты кентавры и объекты рассеянного диска 2010 BK118, 2010 GW147, 2011 MM4, 2013 BL76, 2013 LU28 (=2014 LJ9), 2014 AT28. Ретроградные астероиды могут быть бывшими кометами.
Кометы из облака Оорта имеют намного большую вероятность быть ретроградными, чем астероиды. Комета Галлея вращается по ретроградной орбите вокруг Солнца.
Первый объект пояса Койпера, обнаруженный на ретроградной орбите — 2008 KV42 (не путать с Плутоном — эта карликовая планета имеет не ретроградную орбиту, а обратное вращение: наклон оси вращения Плутона составляет примерно 120°).
Самый большой наклон орбиты известен у объектов 2015 BZ509 (163,00459°), 2015 FK37 (156,05°), 2017 CW32 (152,44°), 2016 NM56 (144,04789°), 2010 BK118 (143,91°), (336756) 2010 NV1 (140,80°), (468861) 2013 LU28 (125,37°), 2005 VX3 (112,31°), 2011 OR17 (110,42°) и 2011 KT19 (110,1537°).

## Солнце
Движение Солнца вокруг центра масс Солнечной системы осложняется возмущениями от планет. Каждые несколько сотен лет это движение становится то прямым, то ретроградным.

## Экзопланеты
Астрономы обнаружили несколько экзопланет с ретроградными орбитами. WASP-17b является первой экзопланетой, которая, как было обнаружено, вращается в направлении противоположном направлению вращения звезды. HAT-P-7b также имеет ретроградную орбиту. Ретроградное движение может быть результатом гравитационного взаимодействия с другими небесными телами (см. Эффект Козаи) или же быть последствием столкновения с другой планетой. Также возможно, что орбита планеты станет ретроградной за счет взаимодействия магнитного поля звезды и пылевого диска в начале формирования планетной системы.
Было обнаружено, что несколько горячих юпитеров имеют ретроградные орбиты, и это ставит новые вопросы перед теорией формирования планетных систем. Благодаря сочетанию новых наблюдений со старыми данными было установлено, что более половины всех горячих юпитеров имеют орбиты, которые имеют отклонения с осью вращения их родительских звёзд, а шесть экзопланет имеют ретроградные орбиты.

## Звёзды
Звёзды с ретроградными орбитами более вероятно найти в галактическом гало, чем в галактическом диске. Внешнее гало Млечного Пути имеет много шаровых скоплений на ретроградных орбитах и с ретроградным или нулевым вращением. Гало состоит из двух отдельных компонентов. Звёзды во внутренней части гало в основном имеют прямые орбиты вращения вокруг галактики, в то время как звёзды во внешней части гало часто вращаются по ретроградным орбитам.
Близкая к Земле звезда Каптейна, как полагают, имеет высокоскоростную ретроградную орбиту вокруг центра Галактики вследствие поглощения её материнской карликовой галактики Млечным Путём.

## Галактики
NGC 7331 является примером галактики, чей балдж вращается в направлении, противоположном вращению остальной части диска, вероятно, в результате выпадения материала из окружающего пространства.
Облако нейтрального водорода, называемое областью H, вращается в ретроградном направлении относительно вращения Млечного Пути, что, вероятно, является результатом столкновения с Млечным Путём.
В центре спиральной галактики существует, по крайней мере, одна сверхмассивная чёрная дыра. Чёрные дыры обычно вращаются в том же направлении, что галактический диск. Однако, существуют и ретроградные сверхмассивные чёрные дыры, вращающиеся в противоположном направлении. Ретроградная чёрная дыра извергает релятивистские струи (джеты), гораздо более мощные, чем джеты обычных чёрных дыр, которые могут не иметь джетов вовсе. Джеты ретроградных чёрных дыр более мощные, поскольку промежуток между ними и внутренним краем диска гораздо больше, чем такой же промежуток обычной чёрной дыры. Больший промежуток, как предполагается, обеспечивает более широкие возможности для наращивания магнитных полей, которые являются «топливом» джетов. (Это предположение известно как «гипотеза Рейнольдса», выдвинутое астрофизиком Крисом Рейнолдсом (Chris Reynolds) из Университета Мэриленда, Колледж-Парк).

## См.также
- Попятное движение планет